# Жозеф Болонь де Сен-Жорж
Жозеф Болонья де Сен-Жорж, Жозеф Булонь, шевальє де Сен-Жорж, частіше просто — шевальє де Сен-Жорж (фр. Joseph Bologne de Saint-George, Joseph Boulogne, chevalier de Saint-George, Chevalier de Saint-George; 25 грудня 1739 або 1745, Бас-Тер, Гваделупа — 10 червня 1799, Париж) — французький композитор, диригент, скрипаль-віртуоз, королівський мушкетер, уродженець Гваделупи. Отримав прізвисько чорношкірий Моцарт (ще його називали чорношкірим Дон Жуаном).

## Біографія
Предки чорношкірого Моцарта по батьківській лінії, нідерландські протестанти, оселилися в Вест-Індії в 1645 році. Сам він є сином французького плантатора і його чорношкірої рабині, інакше кажучи — народився рабом. Після помилкового звинувачення у вбивстві його батько був змушений в 1747 році з дружиною і сином втекти до Франції, де був через два роки, за клопотанням брата, радника короля П'єра де Болонья, прощений королем і зміг повернутися на Гваделупи. 1753 року він назавжди відіслав сина в Париж, 1757 року отримав аристократичний титул.

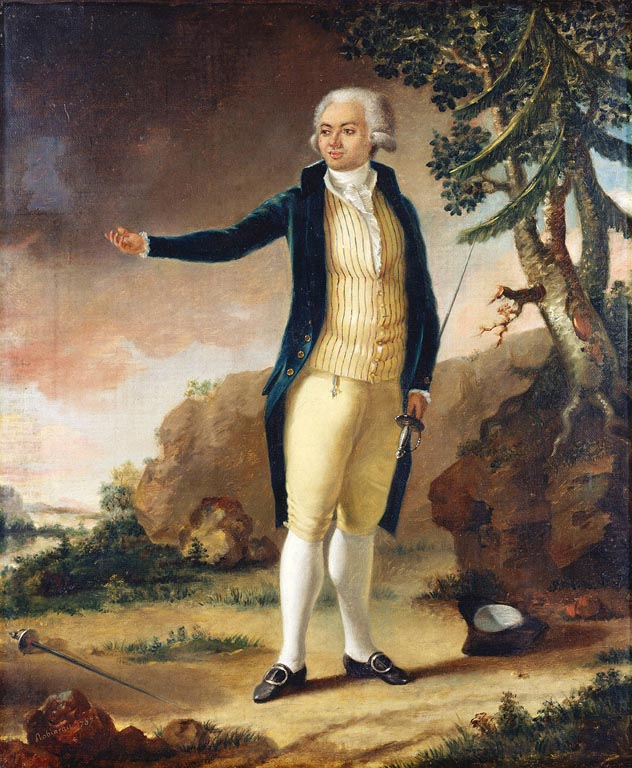
Шарль Жан Робіно. Портрет шевальє де Сен-Жоржа, 1787

Жозеф зробив одночасно військову і музичну кар'єру. Відрізнявся статтю (мав зріст 1 м. 80 см.). З тринадцяти років вивчав фехтувальне мистецтво у відомого фехтувальника Ніколя Тексьє де ла Боєссьєра, також навчався верховій їзді, літературі, грі на скрипці і клавесині. 1761 року був прийнятий в королівську жандармерію. Навчався музики у Жана-Марі Леклера. Ймовірно, на нього вплинув і Гавіньє. 1763 року він купив собі місце радника короля і лицарське звання. Для нього, скрипаля-віртуоза, писали музику Антоніо Лоллі, Карл Стаміц, Франсуа-Жозеф Госсек, він концертував в Англії і Франції.
1769 року він став членом створеного Госсеком оркестру Concert des Amateurs, а незабаром і його диригентом. У журналі Музичний альманах (1775) оркестр був названий кращим в Парижі, а може бути, і в Європі. Потім він очолив оркестр масонської Олімпійської ложі (він був одним з перших чорношкірих масонів у Франції). Оркестр замовив Гайдну шість симфоній (так звані Паризькі симфонії, 1785–1786) і, під управлінням шевальє де Сен-Жоржа, став їх першим виконавцем. На прем'єрі була присутня Марія-Антуанетта, їй більше інших сподобалася 85-а симфонія, яка тому і отримала назву Королева. Людовик XVI збирався призначити шевальє де Сен-Жоржа директором Королівської опери, але призначення не відбулося через протест кількох артисток (зокрема, Софі Арну і Марі-Мадлен Гімар), які вважали нижче своєї гідності служити під керівництвом мулата; так викладає цю історію барон Фредерік Мельхіор фон Грімм в своїх Листуваннях.
Усунений від музики, шевальє віддав всі сили мистецтву фехтування і зажив слави як блискучий боєць. Відома його сутичка з легендарним шевальє д'Еоном в присутності принца Вельського, майбутнього короля Георга IV (1787). Був першим чорношкірим полковником французької армії (1792). Воював з австрійцями. Під його керівництвом служив Тома-Олександр Дюма, також мулат, батько майбутнього автора Трьох мушкетерів. Після Революції через близькість до королівського двору розжалуваний, був заарештований (1793), близько року провів у в'язницях Шантії і Онденвіля (департамент Уаза). З 1797 року керував оркестром Гурток Гармонії.

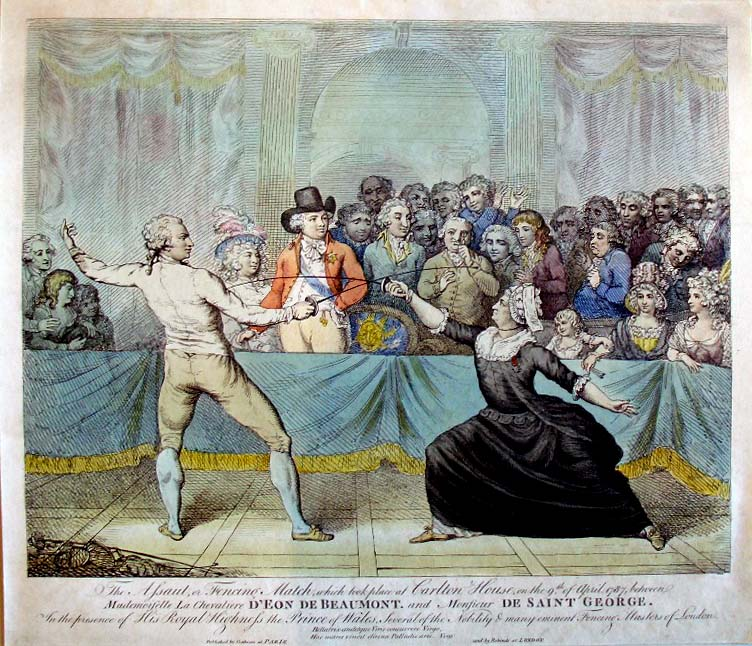
Дуель шевальє де Сен-Жоржа і шевальє д'Еон 9.04.1787. офорт Гослена

## Музична діяльність
Автор концертних симфоній, струнних квартетів, скрипкових концертів, сонат для скрипки і клавесина, музичних комедій Ернестіна (1777, лібрето Шодерло де Лакло), Полювання (1778) та інших творів. Керував приватним музичним театром пані де Монтесон, подружжя герцога Орлеанського. 1779 року він давав уроки музики Марії-Антуанетти.

### Опери
- Ernestine, комічна опера на 3 дії прем'єра в Парижі, Comédie Italienne, 19 липня 1777 р., втрачена. Примітка: збереглося кілька номерів.
- La Partie de chasse, комічна опера на 3 дії.
- L'Amant anonyme[17].
- La Fille garçon, прем'єра в Парижі, Comédie Italienne, 18 серпня 1787 р., втрачена.
- Aline et Dupré, ou le marchand de marrons, 1788, втрачена.
- Guillaume tout coeur ou les amis du village, комічна опера на одну дію, лібрето Монне, прем'єра в Ліллі 8 вересня 1790, втрачена.

## Пам'ять
У 2001 вулиця Рішпанса між першим і восьмим округами Парижа була перейменована у вулицю шевальє де Сен-Жоржа. На Гваделупі пройшла присвячена йому виставка, в 2009 був заснований міжнародний музичний фестиваль його імені, діє Товариство друзів композитора. У Франції, на Гваделупі, на Кубі ставляться драматичні та музичні вистави про нього. Його музика виконується і записується, кілька його скрипкових концертів записав Жан-Жак Канторов, струнні квартети — квартет Аполлон.

## Образ в культурі
Як колоритна фігура епохи згадується в романах Дюма (Намисто королеви, Донька маркіза й ін.), романі Теккерея Вірджинці. Кілька романів і п'єс складені персонально про нього:
- Beauvoir R. de. Le Chevalier de Saint-Georges. Paris: H.-L. Delloye, 1840 (перєїзд. 1869)
- Brival R. Le Chevalier de Saint-Georges, Éditions Lattès, 1991.
- Picouly D. La treizième mort du chevalier. Paris: Grasset, 2004
- Marciano D. Le chevalier de Saint-Georges, le fils de Noémie. École-Valentin: Thepsis, 2006

Існують також музична комедія Мельвіля і Р.де Бовуар «Шевальє де Сен-Жорж» (1840, перевид. 2001), опера Алена Геде «Чорношкірий в епоху Просвітництва» (пост. 2005, 2009), кубинський балет «Чорношкірий Моцарт» (2006).